# San Cipriano d’Aversa
 San Cipriano d’Aversa  község (comune) Olaszország Campania régiójában, Caserta megyében.

## Fekvése
A megye déli részén fekszik, Nápolytól 20 km-re északnyugatra, Caserta városától 20 km-re délnyugati irányban. Határai: Casal di Principe, Casapesenna, Giugliano in Campania, Villa di Briano és Villa Literno.

## Története
A település első említése a 12. századból származik. A következő századokban nemesi birtok volt. A 19. században nyerte el önállóságát, amikor a Nápolyi Királyságban felszámolták a feudalizmust. 1928 és 1946 között Casal di Principével egyesítették Albanova néven.

## Népessége
A népesség számának alakulása:

## Főbb látnivalói
- Palazzo Ducale
- Palazzo Bevilacqua
- Madonna dell’Incoronata-kápolna
- San Giuseppe-templom
- Santa Croce-templom
- Madonna dell’Annunziata-templom
- San Nicola-kápolna
- San Filippo Neri-kápolna
- San Giuda-kápolna